# Axonolaimus schuurmansstekhoveni
Axonolaimus schuurmansstekhoveni är en rundmaskart. Axonolaimus schuurmansstekhoveni ingår i släktet Axonolaimus, och familjen Axonolaimidae. Arten är reproducerande i Sverige.